# 大蒸港
大蒸港又稱大蒸塘，是中華人民共和國上海市青浦區和松江区境內一條东西流向的河流，西起青浦区练塘镇的红旗塘，這裡也是上海和浙江的交界處，东至松江区新浜镇的园泄泾。
1991年，太湖流域发生洪水。7月5日，在国家防汛抗旱总指挥部的要求下，大蒸港与红旗塘交界处的大坝被炸开。随后，大蒸港被列入太湖流域十大工程之一的红旗塘拓浚工程。1999年10月开工，2003年底完工。河底宽80米，可通航100吨级船只，以及灌溉2萬畝農田。沿河有金山坟古文化遗址。朱枫公路橫跨該河。